# 林春生 (日本)
林春生（日文：／ Hayashi Haruo，1937年8月18日—1995年2月28日）是日本的作词家、电视制作人，本名林良三，出身于岛根县大田市。
在作为电视制作人活动时使用本名，而作词家活动则使用笔名。

## 经历
1956年入学法政大学文学部。在学期间于日本放送兼职，并于1960年大学毕业后进入富士电视台，并参与制作多档节目。
在担任制作人的同时，以《京都之恋》《雨中徘徊》《向日葵小径》等歌曲及《海王子》《海螺小姐》等动画作品主题歌的作词闻名。
1976年离开富士电视台并加入千代田企画，同样制作了多档节目。